# South Wales League 1896-97
South Wales League 1896–97 var den femte sæson i den walisiske fodboldliga South Wales League, som var blevet genoplivet efter to sæsoners pause. Ligaen havde deltagelse af otte hold og blev vundet af Porth FC, som dermed vandt ligaen for første gang.
De øvrige syv hold i ligaen var Nelson FC, Barry District FC, Aberdare FC, Treharris FC, St Margaret's Roath FC, Cardiff Teachers FC og Penarth FC.